# Księga Tomasza
Księga Tomasza – gnostycki utwór z Nag Hammadi (NHC II,7) mający formę dialogu objawiającego. Treścią rozmowy jest gnostycka eschatologia. Tomasz stawia Jezusowi pytania, a ten udziela na nie krótszych lub dłuższych odpowiedzi.